# Peiorativ
Peiorativ este un adjectiv calificativ, care se referă la cuvinte, expresii, afirmații etc. Cuvântul peiorativ (sau expresia peiorativă) are un sens depreciativ, disprețuitor, nefavorabil, este utilizat frecvent în discursul șovinist și califică adesea o conotație.
Termenii și expresiile peiorative traduc voința de a deprecia sau discredita subiectul pe care îl desemnează, pot constitui o formă de abuz și violență psihologică, lipsă de respect, denigrare sau o părere negativă. Cuvintele și expresiile peiorative sunt frecvent utilizate cu scop tendențios și pentru a critica sau a manifesta dezaprobare și ostilitate în legătură cu persoane (țigan, jidan), obiecte (rablă), servicii (servicii de rahat), locații (la dracu-n praznic) sau situații (A se uita ca vițelul la poarta nouă).
Un termen poate fi considerat ca fiind peiorativ în unele grupuri sociale sau culturale, dar nu și în altele. Termenul prost este utilizat în limba germană cu sensul de noroc (în sănătatea cuiva), iar in limba română reprezintă o ființă lipsită de inteligență, sau o evaluare (a unui produs, serviciu etc.).
De asemenea, unii termeni pot avea conotație peiorativă în funcție de context și de tonul utilizat. Spre exemplu, cuvântul fetiță nu comportă nicio conotație negativă când se face referire la un copil de sex feminin, însă este considerat degradant când este utilizat ca și epitet pentru persoanele de sex masculin. Un alt exemplu este cuvântul țăran, care poate desemna o persoană care locuiește la sat (sătean), cineva care are ca ocupație principală agricultura și creșterea animalelor sau o persoană lipsită de maniere, om necioplit.
Cuvintele polisemantice și jocurile de cuvinte (precum palindromul, omofonia, calamburul sau anagrama) pot fi cu ușurință utilizate în sens peiorativ dacă înțelesul sugerat sau relația lexicală sunt în mod neetic speculate, fie pentru a reda o idee de calitate negativă, fie pentru a evidenția doar o parte dintr-un adevăr, sugerând astfel o normă sau o trăsătură congenitală atunci când nu este cazul.

## Antonimie
- Antonimul cuvântului peiorativ este cuvântul meliorativ.

## Etimologie
Termenul românesc peiorativ este împrumutat din  franțuzescul péjoratif, care la rândul său provine din termenul latinesc pēiorō, pēiorāre, pēiorāvi, pēiorātum, „a face mai rău”, iar acesta provine din pēiŏr, pēiŭs, comparativ al lui mālus, „rău”.

## Semantică
Semantica este o ramură a lexicologiei care se ocupă cu studierea sensului cuvintelor, precum și cu schimbările de sens pe care le pot suferi cuvintele. Semantica este un factor de organizare a vocabularului unei limbi.
Dat fiind că dicționarele sunt explicative, și nu normative, nu există un instrument normativ universal pentru lexic și semantică. Determinarea caracterului peiorativ a termenilor dintr-o limbă este un proces dinamic și presupune acceptarea evoluției semantice a cuvintelor.

### Evoluție semantică
Modificarea sensului inițial al cuvintelor sub influența factorilor de natură lingvistică sau extralingvistică poartă denumirea de evoluție semantică. Evoluția semantică are loc atunci când o intenție diferită pentru un cuvânt este împărtășită de comunitatea de vorbire și devine stabilit în utilizare. 
Un rol important în evoluția semantică unui cuvânt îi revine contextului în care acesta începe să fie utilizat. Vocabularul este partea cea mai mobilă a unei limbi pentru că e strâns legat de evoluția societății ; normele unui vocabular se modifică în timp încât să reflecte schimbările în societate, acest proces presupunând nu numai acceptarea și recunoașterea drept corecte a unor foste abateri, dar și invers, ținându-se cont de realitatea culturală și politică specifică epocii în care unii termeni au fost adoptați și utilizați, să se recunoasă modificarea unor termeni, din norme în abateri problematice.
Există factori lingvistici (procesele care au loc ca urmare a modificării relațiilor semantice stabilite între cuvinte în cadrul unui câmp lexico-semantic) și extralingvistici (schimbările din realitatea extralingvistică: dispariția, transformarea, apariția unor obiecte, modificarea relațiilor social-istorice) care cauzează schimbări de semantică într-o limbă.

### Depreciere semantică
Procesul deprecierii semantice a unor cuvinte indică uneori o acumulare de rupturi și tensiuni culturale ale unei societăți. De exemplu, expresia negro, folosită odată În S.U.A ca și termen neutru clasificator, este acum extrem de ofensatoare; similar, termenii poponar sau țigan poartă aceeași încărcătură profund negativă.
Se poate spune despre un termen că este utilizat cu sens peiorativ atunci când tonul folosit în pronunție și/sau înțelesul comportat într-un anumit context au menirea explicită de a califica o conotație negativă sau de a solicita ascultătorilor vizualizarea subiectului pe care îl desemnează ca nedorit, deteriorat, inferior etc. În ceea ce privește etalonul unei denumiri etnice, ea devine peiorativă atunci cînd cei carora le este aplicată o resping și când ea totusi continuă sa fie folosita insistent, sub varii pretexte.

## Expresii peiorative uzuale
O serie de expresii și cuvinte românești uzuale care sunt utilizate frecvent cu sens peiorativ și considerate ofensatoare pe motive de rasa, etnie, gen, orientare sexuala, deficiente fizice sau psihice și/sau considerente sociale, cum ar fi meseria practicată.
- Țigan, cioară - Potrivit Dicționarului Explicativ al Limbii Române (DEX), ediția 2012, țigan înseamnă „epitet injurios dat unei persoane cu un comportament necivilizat”[24][25]
- Târfă, curvă - cu sensul de femeie ușoară sau lucrător/lucrătoare care oferă servicii sexuale
- Bulangiu, poponar - cu sensul de bărbat homosexual
- Sticlete[26], curcan[27], scatiu, cloncan, gabor[28] - cu sensul de polițist
- A se uita ca vițelul la poarta nouă - cu sensul de a fi nedumerit, a nu înțelege
- A fi dus cu pluta - a nu fi în toate mințile, a nu raționa
- Țăran - cu sensul de persoană needucată și lipsită de maniere.